# Albanska muzika
Albanska muzika, kao i u celom regionu Balkana, ispovljava raznovrsnost uticaja. Albanska narodna muzika se po regionima razlikuje u glavnim stilskim karakteristima između tradicionalna muzike Gega na severu i Toski na jugu. Politička, vojna i kulturna dominacija stranih elemenata su doprineli savremenoj muzičkoj sceni Albanije. Albanska muzika čini spoj muzike jugostočne Evrope, posebno značajnih uticaja včadavine Otomanskog carstva, koje je vladalo Albanijom više od 500 godina. Međutim, Albanci su se kulturološki odvajali od Turaka, jer je veliki deo stanovništva živeo u seoskim i udaljenim planinskim područjima.
Albanska narodna muzika je podeljena na tri stilske grupe, pored značajnih muzičkih područja oko Skadra i Tirane. Osnovna podela je geografska i etnička podela na Gege u sevenoj Albaniji i na Labe i Toske na jugu. Severnjačka i juznjačka tradicija se razlikuju po „burnom i herojskom tonalitetu” severnjaka i „opuštenom, nežnom i izuzetno lepom” obliku muzike juga. Ova razilaženja u stilovima su jedinstvena po jačini koju izvođač i slušalac daju svojoj muzici, kao medijum patriotskih izraza i kao nosilac narativne usmene istorije, ali i određenim karakteristikama upotrebom nepoznatih muzičkih ritmova, poput 3 osminke, pet osminki i deset osminki. Albanske narodne pesme se mogu podeliti u osnovne grupe, herojske epske pesme severa zemlje, tople melodične uspavanke, ljubavne pesme, sbadbene pesme, pesme koje se pevaju uz rad i druge vrste pesama. Muzika različitih festivala i praznika je takođe važan deo albanske narodne muzike, posebno one koje slave Svetog Lazara, koji najavljuje proleće. Uspavanke i tužbalice su takođe značajna vrsta albanskih narodnih pesama, koje se obično izvode ženskim solo pevanjem.
Na severu Albanije dominiraju pesme izrazito narativnog herojskog obrasca, na istorijske teme, najčešće o borbi protiv Turaka, koje obično peva samo jedan izvođač. Na jugu Albanije su muzika i pesma više zajedničke, sa pesmama i spevovima za više izvođača, često sa horskim elementima. Takođe, u svim delovima Albanije postoji mnogo različitih narodnih igara. Na jugu Albanije narodne igre prate višeglasne pesme iz starine. Kod najčešće izvođenih albanskih igara se igrači kreću u obliku pravougaonika, uz piruete.
U albanskoj muzici se koriste raznovrsni tradicionalni instrumenti, među kojima su neki potpuno jedinstveni u zemlji. Frula je najčešce zastupljeni instrument, pored gajdi, tupana i lahute. Lahuta je violina sa jednom žicom, tj instrument koji podseća na renesansne lutnje u severnoj Evropi i predstavlja jedan od najdrevnijih instrumenata koji je još uvek u upotrebi u Evropi. Koristili su ga drevni izvođači pesama kako bi privukli paznju publike na svoja usmena kazivanja – recitovanja. Na severu Albanije se često svira ciftelia, mala drvena, izuzetno akustična mandolina, veoma dugog vrata, sa samo dve žice.

## Literatura
- Arbatsky, Yuri (1953), Beating the Tupan in the Central Balkans, The Newbery Library
- Koço, Eno (2004), Albanian urban lyric song in the 1930s, Scarecrow Press, ISBN 978-0-8108-4890-0
- Sugarman, Jane C. (1997), Engendering Song: Singing and Subjectivity at Prespa Albanian Weddings, University of Chicago Press, ISBN 978-0-226-77973-7
- Mahony, Marinela. "An Investigation of the Polyphonic Folk Music of Albania". Dissertation. University of Pretoria, Pretoria: 2011. Архивирано на веб-сајту  (25. април 2012)
- Rice, Timothy; Porter, James and Chris Goertzen. "Albanian Music [by] Jane Sugarman." The Garland Encyclopedia of World Music Online 8, 2000: 986-1004.
- Taylor, Roger. Review of "The Music of Albania". Brio 32, 1995: 40-42
- Vako, Milto. "The Origin and Development of Albanian Choral Music." New Sound: International Magazine for Music 28 2006.
- Kenge, Albanian Piano Music, Vol. 1, Kirsten Johnson, piano, Guild GMCD 7257.
- Rapsodi, Albanian Piano Music, Vol. 2, Kirsten Johnson, piano, Guild GMCD 7300.